# Infinity Nado
King of Battle (战斗王之飓风战魂) ou Infinity Nado nas demais dublagens é a primeira temporada de uma série de anime chinês desenvolvido pela Animation Art Productions e Alpha Culture Ltd, sendo baseada numa franquia de brinquedos de mesmo nome de 2012 da Auldey Toys. O brinquedo possui semelhanças com Beyblade da Takara Tomy.
No Brasil, Infinity Nado estreou no dia 11 de dezembro de 2019 pela Cartoon Network (iniciando pela 3ª temporada), substituindo a série do mesmo estúdio Screechers Wild!. O brinquedo já vinha sendo distribuído no país pela Candide.

## Personagens
- Jin
- Eli
- Dawn
- Davis
- Cecilia
- Dodd
- Pandora
- Bill King
- Khiel King
- Lynn King
- Doutor Louis (Temperance)
- Jack
- Mach
- Rachel
- Karl
- Schack
- Goodson
- Susan Artisian
- Yvette Bumsman
- Nobe
- Jett
- Renton

## Dublagem
- Jin: Sean Stanley
- Dawn: Davi Moreira
- Cecília: Marta Rhaulin
- Davis: Maycow Morais
- Eli: Carla Cardoso
- Dr. Louis: Fabíola Martins
- Jack: Tammy Alonso
- Bill: Michael Le Bellot
- Kiehl: Andres Matias
- Lynn: Daniele Merseguel
- Dodd: Alexandre Neto
- Pandora: Lilian Paiva
- Hugh: Tonia Elizabeth
- Mach:  Bernardo Martins
- Rachel: Lilian Paiva
- Karl: Caio Ribeiro
- Staff: Carlos de Almeida
- Robot: Alex Nunes
- Shack: Luiza Prochet
- Goodson: Thiago Mignella
- Yvette: Marcos Ommati
- Susan: Ana Paula Apollonio
- Nobe: Ricardo Peres
- Jett: Alexandre Teixeira
- Renton: Gilberto Cardoso
- Narrador: Arnaldo Ribeiro
- Direção: Marta Rhaulin
- Tradução e Adaptação: Gregor Izidro
- Estúdio: Universal Cinergia Dubbing Miami